# مدرسه بالاسر
مدرسه بالاسر مربوط به دوره تیموریان است و در مشهد، مجاور حرم امام رضا (ع) واقع شده و این اثر در تاریخ ۲۰ بهمن ۱۳۱۸ با شمارهٔ ثبت ۳۳۴ به‌عنوان یکی از آثار ملی ایران به ثبت رسیده است.